# Itaverava
Itaverava é um município brasileiro no interior do estado de Minas Gerais, Região Sudeste do país. Localiza-se na região central do estado e ocupa uma área de cerca de 280 km², sendo que 1,7 km² está em perímetro urbano. Sua população foi estimada em 5 642 habitantes em 2022.

## História
Sua colonização teve início no século XVII, sendo um dos primeiros arraiais auríferos da região. No verão de 1694, Manoel de Camargos, seu filho Sebastião de Camargos e alguns negros chegaram a Itaverava, descobrindo ouro na região. Logo depois, Manoel de Camargos é morto pelos índios e os sobreviventes retrocedem.
Depois disso, diversas bandeiras chegaram a região com o objetivo de encontrar mais minas. Após a formação do arraial de Itaverava, foi edificada a sua primeira igreja, dedicada a Santo Antônio de Lisboa, em 1726, que se transformou em matriz da localidade.
No século XVIII, quando ainda pertencia ao Termo de Vila Rica, era comum a grafia Itaberaba. Não há discrepâncias em relação a significação do topônimo: "pedra brilhante" ou "pedra reluzente" em língua tupi. O município foi criado em 1962, com território desmembrado de Conselheiro Lafaiete.

## Geografia
Itaverava é um município, onde sua área urbanizada é rodeada por cadeias de montanhas, a parte rural da cidade é voltada para a agricultura comercial e de subsistência, muitos pinheiros foram plantados pela grande rentabilidade proporcionada pelo mesmo ao ser revendido.
Conforme a classificação geográfica mais moderna (2017) do IBGE, Itaverava é um município da Região Geográfica Imediata de Conselheiro Lafaiete, na Região Geográfica Intermediária de Barbacena.